# Biagio Bartalini
Biagio Bartalini (Torrita di Siena, 1750 – Siena, Toscana, 1822) foi um médico e botânico italiano.
Bartalini foi diretor do jardim botânico de Siena de 1782 a 1822, transformando um antigo jardim botânico (fundado em 1588) num jardim botânico universitário, enriquecendo-o com milhares de espécies novas.
Em 1786, assumiu a cátedra de ciências naturais. Em 1776, publicou o  "Catalogo delle piante dei dintorni di Siena" , onde foi um dos primeiros botânicos da Itália a utilizar a nomenclatura proposta por Carl von Linné (1707-1778).
Presidiu a "Academia de Fisiocrítica" de 1815 até 1819.